# Pavel Ossipovitch Kovalevski
Pour les articles homonymes, voir Kovalevski.
Pavel Ossipovitch Kovalevski (en russe : Ковалевский, Павел Осипович) ou Pavel Kowalewski (1843-1903) est un peintre de batailles russe, né le 4 août 1843 à Kazan et mort le 7 mars 1903.

## Biographie
Pavel Kovalevski est né dans la famille du professeur à l'Université impériale de Kazan (ru), Józef Szczepan Kowalewski.

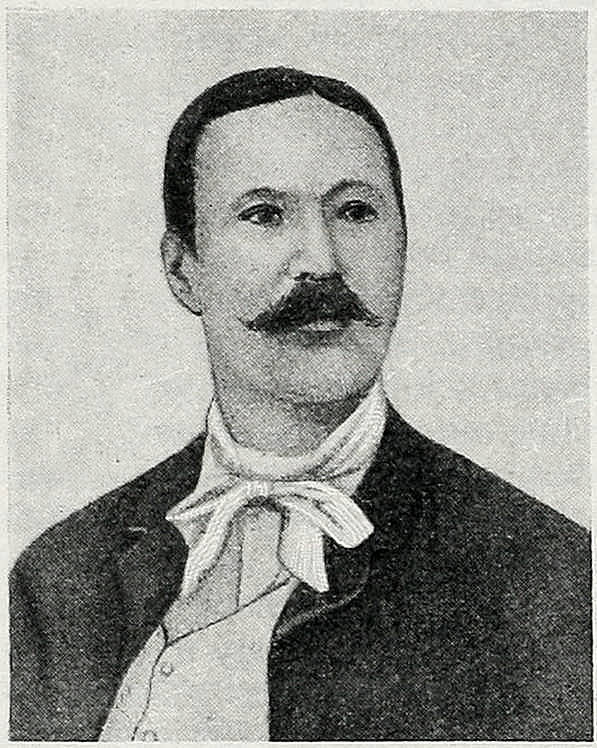
Dessin portrait de Pavel Kovalevski

Sans avoir obtenu son diplôme du gymnasium, il entre en 1862 à l'Académie russe des Beaux-Arts de Saint-Pétersbourg, où son maître est le peintre de batailles Bogdan Willewalde. Il réussit à obtenir quatre médailles d'argent et, en 1869, la petite médaille d'or pour son tableau : La poursuite des fourrageurs cosaques près de Kars. En 1871, pour son tableau Premier jour de la Bataille de Leipzig de 1813, Kovalevski reçoit la grande médaille d'or.
En 1873, il obtient une bourse d'études et de voyage du gouvernement russe qui lui permet de visiter durant trois ans l'Allemagne, l'Autriche, l'Italie. Il travaille à cette occasion surtout à Rome. Il reçoit le titre d'académicien de l'Académie russe des Beaux-Arts, en 1876, pour son tableau Fouilles à Rome.. Lors d'expositions d'art, il obtient de nombreuses médailles d'or.
Au cours de la Guerre russo-turque de 1877-1878, il accompagne l'armée russe et rassemble de nombreux matériaux grâce auxquels il réalisera ses scènes de batailles ultérieures. En 1881, il obtient le titre de professeur. En 1891, il aura Elena Klokatchiova comme élève, une des premières femmes peintres ayant fréquenté l'Académie dès que son accès officiel aux femmes a été autorisé.  
Dès 1897, Pavel Kovalevski occupe le poste de chef de l'atelier des scènes de batailles à l'Académie russe des Beaux-Arts. Il est considéré comme l'un des meilleurs maîtres en matière de reproduction picturale des chevaux.
Pavel Kovalevski est mort le 7 mars 1903. Il est inhumé au cimetière orthodoxe de Smolensk, où sa tombe a depuis disparu. La Galerie Tretiakov a conservé ses toiles : Détour de l'éparque (Obiezd eparchi) et La rencontre (Vstretcha). 

## Galerie

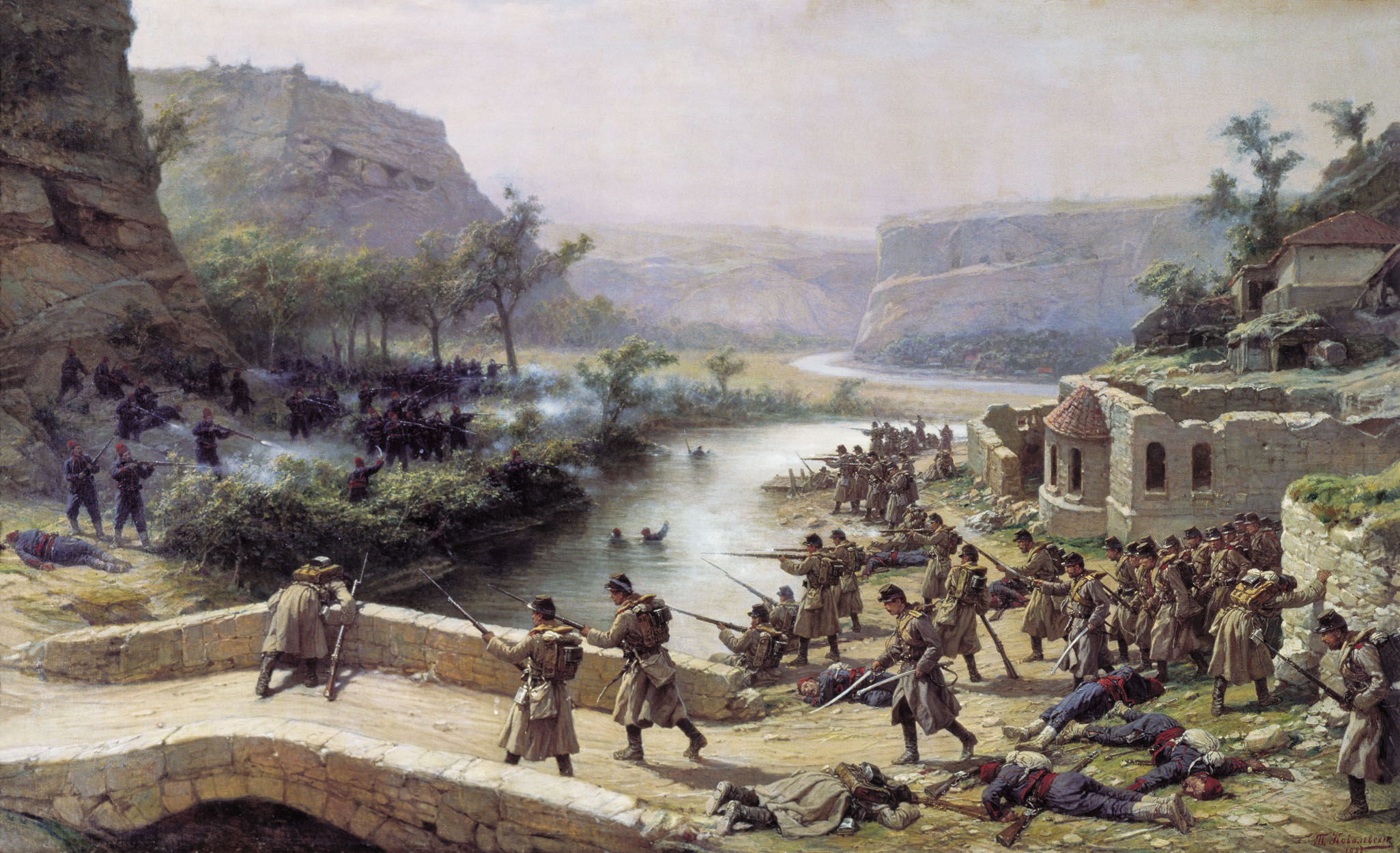
Bataille à Ivano-Tchiflik le 2 octobre 1877
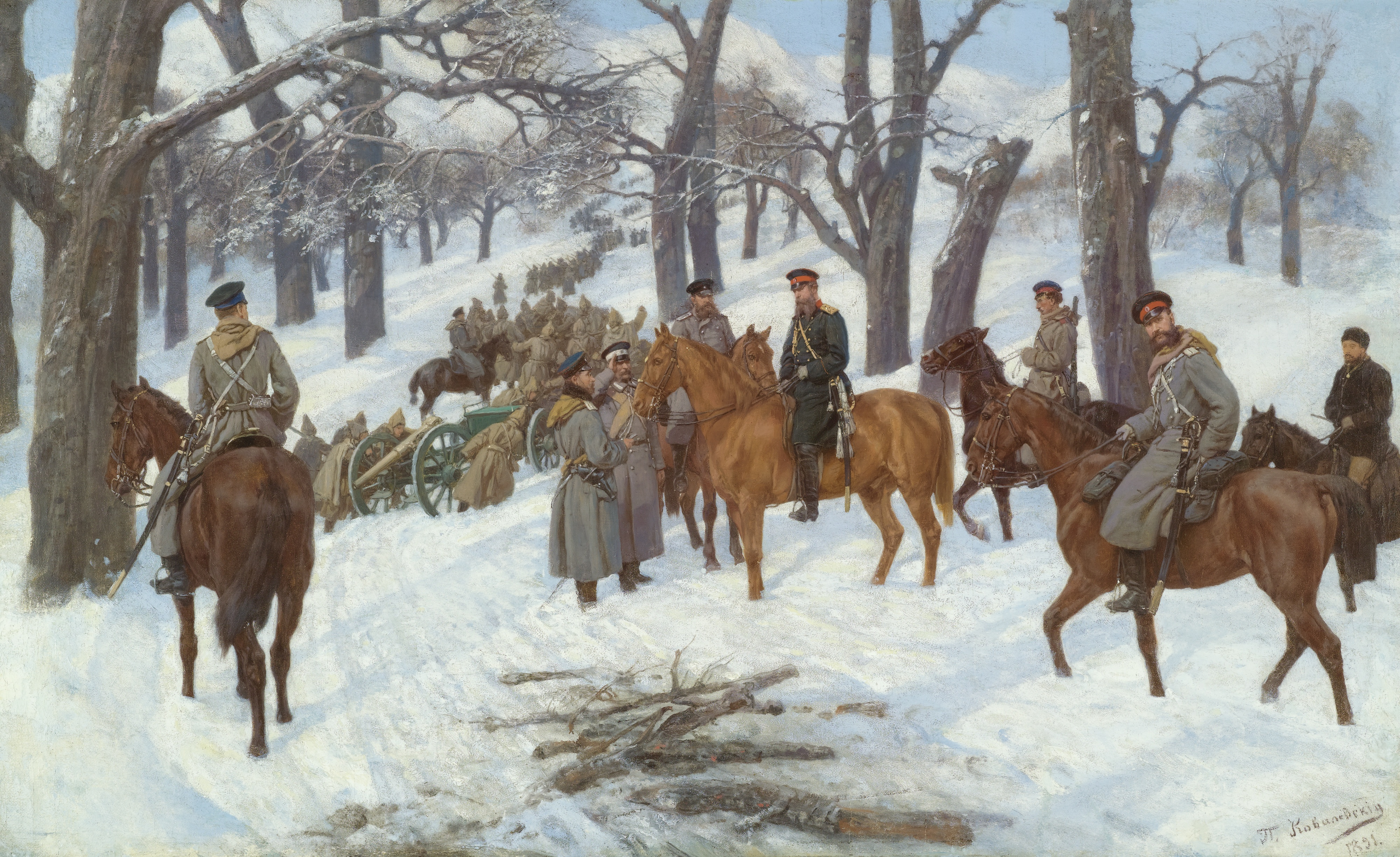
Le général Iossif Gourko dans les Balkans
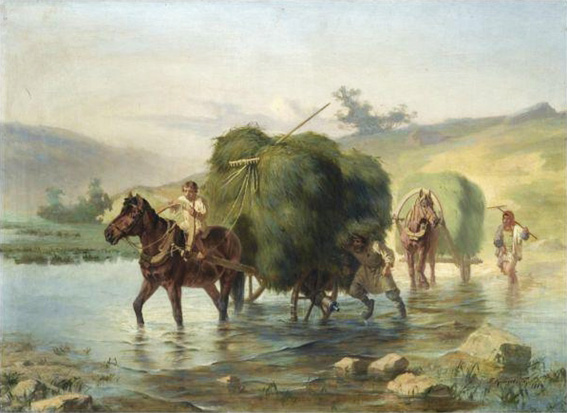
Retour des champs